# Mainz-Kastel
Mainz-Kastel – dzielnica Wiesbaden w Hesji. Do 1945 dzielnica Moguncji (niem. Mainz), przyłączona do Wiesbaden w związku z wytyczeniem stref okupacyjnych.
Nazwa Kastel pochodzi od rzymskiego Castellum Mattiacorum, o którym informuje Museum Castellum. W Mainz-Kastel znajduje się najdalej na północ położony rzymski łuk triumfalny, obecnie pod ziemią w Museum Römischer Ehrenbogen.